# Lapangan Terbang Tentara Nasional Indonesia Angkatan Udara Iswahyudi
Lapangan Terbang Tentara Nasional Indonesia Angkatan Udara Iswahyudi är en flygbas i Indonesien.   Den ligger i provinsen Jawa Timur, i den västra delen av landet, 500 km öster om huvudstaden Jakarta. Lapangan Terbang Tentara Nasional Indonesia Angkatan Udara Iswahyudi ligger 111 meter över havet.
Terrängen runt Lapangan Terbang Tentara Nasional Indonesia Angkatan Udara Iswahyudi är lite kuperad. Runt Lapangan Terbang Tentara Nasional Indonesia Angkatan Udara Iswahyudi är det tätbefolkat, med 762 invånare per kvadratkilometer. Närmaste större samhälle är Madiun, 10,2 km öster om Lapangan Terbang Tentara Nasional Indonesia Angkatan Udara Iswahyudi. Omgivningarna runt Lapangan Terbang Tentara Nasional Indonesia Angkatan Udara Iswahyudi är en mosaik av jordbruksmark och naturlig växtlighet.